# Герман Гапонович
Ге́рман Гапоно́вич (?-1649-70-?) — український державний діяч з українського шляхетського роду Гапоно́вичів-Мочу́льських з-під Вигова (тепер це село Коростенського району Житомирської області). У «Реєстрі Війська Запорозького 1649 року» він був записаний козаком Чорнокамінської сотні Білоцерківського полку. Генеральний Писар в урядах Гетьмана Виговського та Гетьмана Дорошенка. 

### Біографія
Обіймаючи уряд Чигиринського городового отамана, Герман Гапонович їздив у складі Посольства 1654 року Самійла Богдановича-Зарудного до Москви, під час якого було укладено Московську угоду 1654 року.
Пізніше, обіймаючи уряд Чигиринського сотника, він очолив Посольство 1656 року Германа Гапоновича до Вільна, яке мало взяти участь у переговорах щодо укладення Віленської польсько-московської угоди 1656 року. Проте українське посольство до участі у переговорах допущене не було і це спричинило остаточну втрату довіри українського уряду до Московського царства. 
1657 знову згадується на уряді Чигиринського городового отамана. Згодом двічі, при гетьманах Іванові Виговському (з кін. 1657 по вересень 1659) та Петрові Дорошенку (1668-1669), займав високий уряд військового судді Війська Запорозького (пізніша назва - генеральний суддя).

## Родовий Герб

Herb Cholewa